# Carlos Fierro
Carlos Eduardo „Güero” Fierro Guerrero (ur. 24 lipca 1994 w Los Mochis) – meksykański piłkarz występujący na pozycji skrzydłowego.
W barwach swojego zespołu debiutował 20 sierpnia 2011 roku w spotkaniu przeciwko Monterrey. W 2011 roku wraz z reprezentacją Meksyku U-17 zwyciężył w juniorskich Mistrzostwach Świata.

## Sukcesy

### Meksyk U-17
- Mistrzostwa świata do lat 17

Mistrzostwo (1): 2011